# Пучков Володимир Юрійович
Пучко́в Володи́мир Ю́рійович (15 березня 1950 — 27 липня 2019) — український російськомовний поет, журналіст, головний редактор газети «Вечірній Миколаїв», заслужений журналіст України.

## Біографія
Пучков Володимир Юрійович народився 15 березня 1950 року в місті Слов'янську Донецької області.
У 1952 році сім'я переїхала до Миколаєва.
1966 року закінчив з відзнакою Варварівську середню школу № 2.
Закінчив філологічний факультет Миколаївського державного педагогічного інституту з відзнакою та відділення журналістики Вищої партійної школи в Києві. Викладав у школі, працював у комсомолі.
З 1976 року — член Спілки журналістів України.
З 1987 року — член Спілки письменників України.
Працював у редакції миколаївської обласної молодіжної газети «Ленінське плем'я», був завідувачем відділу культури обласної газети «Південна правда».
З 1994 року — головний редактор міської газети «Вечірній Миколаїв». Заснував першу в Миколаєві дитячу газету «Мальок».
Голова благодійного фонду «Миколаїв — 2000».
9 вересня 2022 року в Миколаєві відкрили пам’ятну дошку відомому поету, журналісту Володимиру Пучкову.  Відкриття відбулось в Літературному сквері біля Центральної міської бібліотеки для дорослих імені Марка Кропивницького.

## Літературна діяльність
Перші вірші почав друкувати наприкінці 1960-х років. Перша книга поезій «Азбука музыки» вийшла у 1984 році в київському видавництві «Молодь». Автор поетичних збірок «Парусный цех», «Видимо-невидимо», «Вечерний чай».
Вірші і переклади опубліковані в колективних збірках, альманахах, журналах «Юність», «Райдуга», «Дружба народів» та інших.
У 2004 році увійшов до складу авторського колективу, що створив Гімн Миколаєва.
У 2005 році за книгу віршів «Штрафная роща» удостоєний Всеукраїнської премії імені Микола Ушакова.
У 2008 році вийшла друком книга-трилінгва взаємоперекладів В. Пучкова і Д. Кременя із перекладами англійською «Два берега = Два берега = Two banks».
У 2009 році за збірку поезій «На стыке моря и лимана» удостоєний Міжнародної премії імені Леоніда Вишеславського.
У 2021 році вийшла друком посмертна книга В. Пучкова "Акации южный акцент".
Переклав російською поезії українських поетів Д. Павличка, П. Осадчука, П. Мовчана, М. Луківа, Д. Кременя та інших.
Член Національної спілки журналістів України (1974), Національної спілки письменників України (1986).

## Ознаки індивідуального стилю
Поезія Володимира Пучкова відрізняється образністю, метафоричністю. У його ліричних мініатюрах, поетичних циклах, поемах багато яскравих прикмет причорноморського краю. Критики відзначають такі характерні риси творчості поета, як новизна римування, асоціативність, точні несподівані епітети.

## Нагороди і почесні звання
- Заслужений журналіст України (1999).
- Лауреат загальноукраїнської премії імені Миколи Ушакова (2005).
- Лауреат VI Міжнародного конкурсу імені Максиміліана Волошина (2008).
- Лауреат премії імені Леоніда Вишеславського (2009).
- Визнаний «Королем поетів» на Всеукраїнському турнірі російськомовних поетів України «Пушкинская осень в Одессе — 2009».
- Нагороджений золотою медаллю американського Фонду «Андерсон Хаус» за найкращу поетичну книгу року (2009).

## Переклади
- Пучков, В. Переводы из украинской поэзии / В. Ю. Пучков // На стыке моря и лимана: стихи, поэмы, переводы / В. Ю. Пучков. — Николаев: Возможности Киммерии, 2008. — С.203-240.
- Два береги = Два берега. Скіфське бароко = Скифское барокко = Scythian barogue: вірші /Д. Кремінь; пер. з укр. Пучков В. Спасенное слово = Спасенне слово = The word rescued: стихи / В. Пучков; пер. з рос. Кремінь Д. — Миколаїв: Видавництво Ірини Гудим, 2008. — 391 с.
- Пучков, В. Пахне ніч черешнею і димом: вірші / В. Пучков; пер. з рос. Д. Кремінь // Дніпро. — 1984. — № 12. — С. 51-52.
- Пучков, В. Вірші // В. Пучков; пер. з рос. Д. Кремінь // Радянське Прибужжя. — 1994. — 24 верес.
- Пучков, В. Поміж мною і небом: вірші / В. Пучков ; пер.з рос. Д. Кремінь // Бузький Гард: альманах. — Миколаїв, 1996. — С. 36-38.
- Креминь, Д. Стихи / Д. Креминь ; пер. с укр. В. Пучкова // Южная правда.- 2008. — 21 авг. — С. 3 ; Дружба народов. — 2009. — № 9.

## Публікації про поета
- Авраменко, Л. Виват, король! / Л. Авраменко // Вечерний Николаев. — 2009. — 5 дек. — С. 5.
- Бабич, В. В. Владимир Пучков / В. В. Бабич // Журналисты города святого Николая. История и судьбы / В. В. Бабич. — Николаев: Возможности Киммерии, 2011. — С. 314—331.
- Болюх, А. Территория поэзии филфаком не ограничивается / А. Болюх // Южная правда. — 2009.– 13 янв. — С. 3.
- В Одессе короновали николаевского поэта и журналиста Владимира Пучкова // Николаевские новости. — 2009. — 2 дек. — С. 1.
- Глоток «Вечернего чая» // Родной причал. — 1999. — 7-13 апр.- С.1.
- Голубкова, Е. Уроки добра и любви / Е. Голубкова // Комсомольское знамя. — 1984. — 21 нояб.
- Громовий, Г. Відення добра / Г. Громовий // Ленінське плем'я. — 1989. — 2 лип.
- Даниленко, Т. Магічний кристал слова, або Дует двох солов'їв / Т. Даниленко // Рідне Прибужжя. — 2008. — 6 груд. — С. 3.
- Денисюк, И. Авторитет добра и правды / И. Денисюк // Радуга. — 1984. — № 9. — С. 147—148.
- Живое слово человеческое // Родной причал. — 2005. — 30 апр. — 5 апр. — С. 2.
- Лауреат премии имени Николая Ушакова // Южная правда. — 2005. — 9 июня. — С. 1.
- Заричный, В. Чаепитие с Пучковым / В. Заричный // Южная правда. — 1999. — 15 апр.
- Кремінь, Д. На стику моря і лиману: Поетична топографія Володимира Пучкова / Д. Кремінь // Рідне Прибужжя. — 2005. — 15 берез. — С. 3.
- Креминь, Д. Время и место: Николаевскому поэту и журналисту Владимиру Пучкову — 55! : / Д. Креминь // Николаевские новости. — 2005. 16 марта. — С. 3.
- Креминь, Д. Этих лет не выстудила стужа / Д. Креминь // Николаевские новости. — 2000. — 15 марта.
- Кто станет «Королем поэтов»? // Взгляд. — 2009. — 28 окт. — С. 1.
- Куліченко, Л. Рими світла / Л. Куліченко // Друг читача. — 1985. — 4 лип.
- Маляров, А. Дар поэта / А. Маляров // Южная правда. — 2009. — 18 апр. — С. 3.
- Маляров, А. Чистое время / А. Маляров // Новый горожанин. — 2000. — № 6-7. — С. 36-37.
- Мирошниченко, Е. Г. Между морем и небом: Заметки о творчестве Владимира Пучкова / Е. Г. Мирошниченко // Чайка над лиманом. — Николаев, 2005. — С. 51-56.
- Мирошниченко, Е. Крылатое слово / Е. Мирошниченко // Южная правда. — 2008. — 8 нояб. — С. 3.
- Мирошниченко, Е. Между морем и небом: заметки о поэзии Владимира Пучкова / Е. Мирошниченко // Южная правда. — 2005. — 5 мая. — С. 4.
- Мирошниченко Е. Г. Слово, обогащенное словом / Е. Г. Мирошниченко // Живущие на перекрестке / Е. Г. Мирошниченко. — Николаев: Илион, 2011. — С. 86-92.
- Наточа, Е. «Каштановый дом» назвал своих лауреатов / Е. Наточа // Вечерний Николаев. — 2010. — 16 сент. — С. 4.
- Наш поэт — лауреат «Коктебеля — 2008» // Вечерний Николаев. — 2008. — 13 сент. — С. 1.
- Не разбрасываясь словами // Вечерний Николаев. — 2005. — 24 марта. — С. 5.
- Николаевский поэт Владимир Пучков стал лауреатом премии им. Вышеславского // Николаевский бизнес. — 2009. — 25 марта. — С. 2.
- Николаевский поэт Владимир Пучков устроил сцену // Николаевские новости. — 2009. — 22 апр. — С. 8.
- О «Вечерке» узнали в Москве // Родной причал. — 2013. — 12 — 18 июня. — С. 1.
- Ойченко, Б. Уроки доброты / Б. Ойченко // Вестник Прибужья. — 1984. — 8 июня.
- Островская, М. Первое место в турнире поэтов / М. Островская // Южная правда. — 2009.– 1 дек. — С. 1.
- Порфирьева, Г. Владимир Пучков: «А в целом — жизнь прекрасна» / Г. Порфирьева // Николаевские новости. — 2005. — 22 июля. — С. 6.
- С юбилеем! // Южная правда. — 2000. — 16 марта. — С. 1.
- Сайковский, А. Встретились с земляком / А. Сайковский // Вечерний Николаев. — 2009. — 13 июня. — С. 3.
- Сайковський, О. Дует двох соло / О. Сайковський // Родной причал. — 2008. — 3 — 9 дек. — С. 2.
- Сизоненко, А. На стыке моря и лимана: Александр Сизоненко из Кончи-Озерной — Владимиру Пучкову в Николаев / А. Сизоненко // Рідне Прибужжя. — 2001. — 1 листоп. — С.11.
- Симоненко, А. Задумчивая зрелость / А. Симоненко // Южная правда. — 2008. — 22 июля. — С. 3.
- Стариков, И. На стыке времени / И. Стариков // Наш город Николаев. — 2008. — 23 — 29 июля. — С. 18.
- Стариков, И. Николаевщина — территория мудрости / И. Стариков // Вечерний Николаев. — 2013. — 18 июня. — С. 3.
- Старовойт, Л. В. Ліричний герой поезії Володимира Пучкова / Л. В. Старовойт //Література Миколаївщини: навч. посібник до курсу «Літературне краєзнавство» для студентів філологічних спеціальностей / Л. В. Старовойт ; Миколаїв. нац. ун-т ім. В. О. Сухомлинського. — Миколаїв: Іліон, 2014. — С. 188—193.
- Творческий вечер поэта // Вечерний Николаев. — 2010. — 18 марта. — С. 8.
- У поэта и редактора — юбилей! // Вечерний Николаев. — 2010. — 16 марта. — С. 1-2.
- Январёв, Э. Акации южной акцент, или Инъекция метафоры / Э. Январёв // Пучков, В. Штрафная роша: стихи / В. Пучков. — Николаев: ЧП Ирины Гудым, 2005. — С. 83-87 ; Николаевские новости. — 1999. — 5 мая.